# Liste der Fließgewässer im Flusssystem Wern

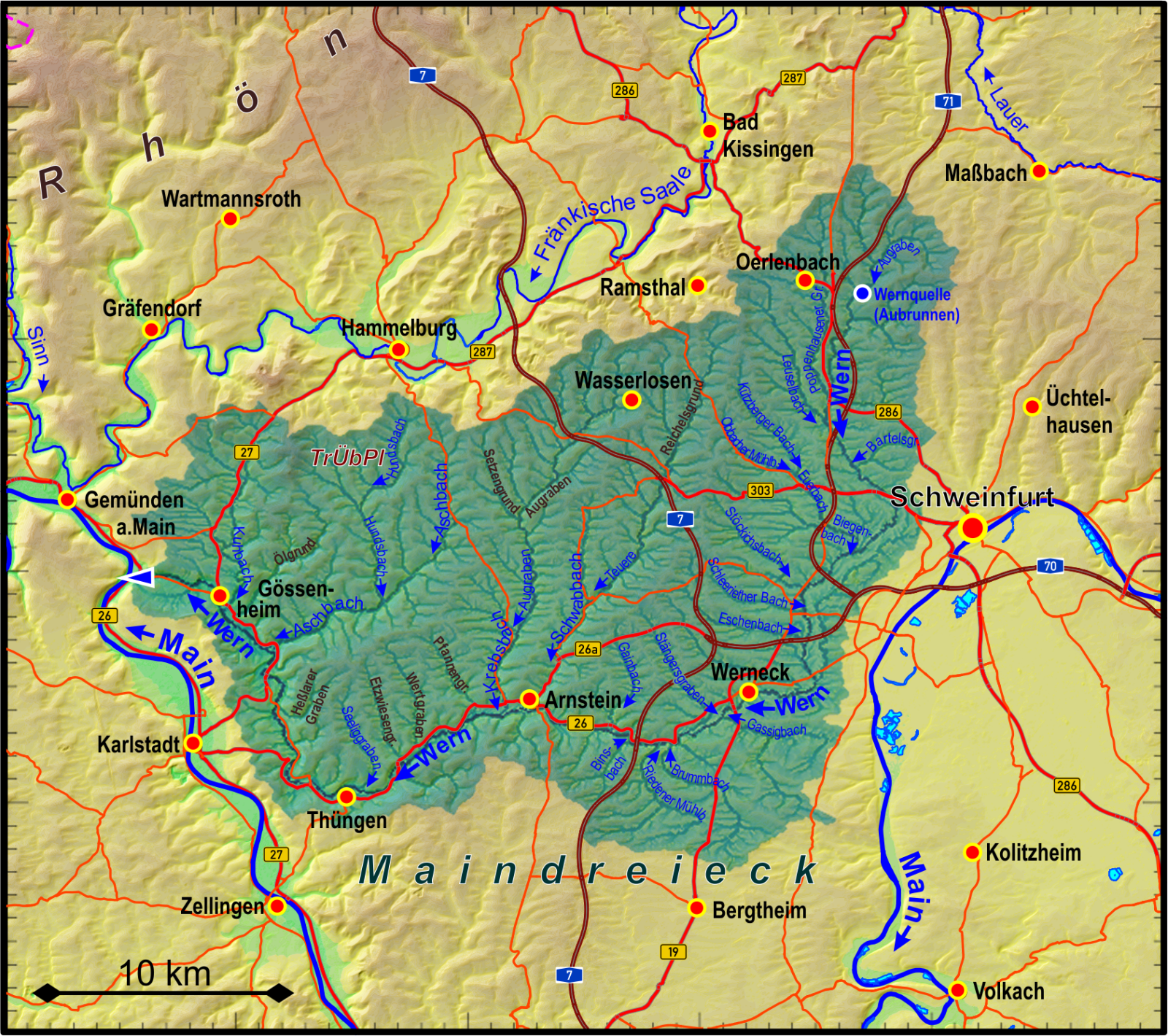
Einzugsgebiet der Wern

Die Liste der Fließgewässer im Flusssystem Wern umfasst alle direkten und indirekten Zuflüsse der Wern, soweit sie namentlich auf der Topographischen Karte 1:10000 Bayern Nord (DK 10), im Kartenwerk des Stadtplandienstes der Euro-Cities AG oder im Kartenservicesystem des Bayerischen Landesamts für Umwelt (LfU) aufgeführt werden. Namenlose Zuläufe und Abzweigungen werden nicht berücksichtigt. Wenn sich der Gewässername nach dem Zusammenfluss zweier Gewässerabschnitte ändert, werden die beiden Zuflüsse als Quellzuflüsse separat angeführt, ansonsten erscheint der Teilbereichsname in Klammern. Die Längenangaben werden auf eine Nachkommastelle gerundet. Die Fließgewässer werden jeweils flussabwärts aufgeführt. Die orografische Richtungsangabe bezieht sich auf das direkt übergeordnete Gewässer.

## Wern
Die Wern ist ein etwa 70,9 km langer rechter Zufluss des Mains in Bayern.

## Zuflüsse
Direkte und indirekte Zuflüsse der Wern
 Wernquelle (290 m ü. NN)
- Augraben (rechts), 4,4 km
- Haidgraben (Behrwiesengraben) (rechts), 1,1 km
- Leimgraben (links), 6,3 km
- Pfersbach (links), 3,7 km
- Poppenhausener Gemeindegraben (rechts), 4,2 km

- Leuselbach (rechts), 8,0 km
  - Würbisgraben (rechts)
  - Wolfsgraben (rechts)
  - Dohlsgraben (rechts)
- Maibach (links), 4,9 km, 6,97 km²

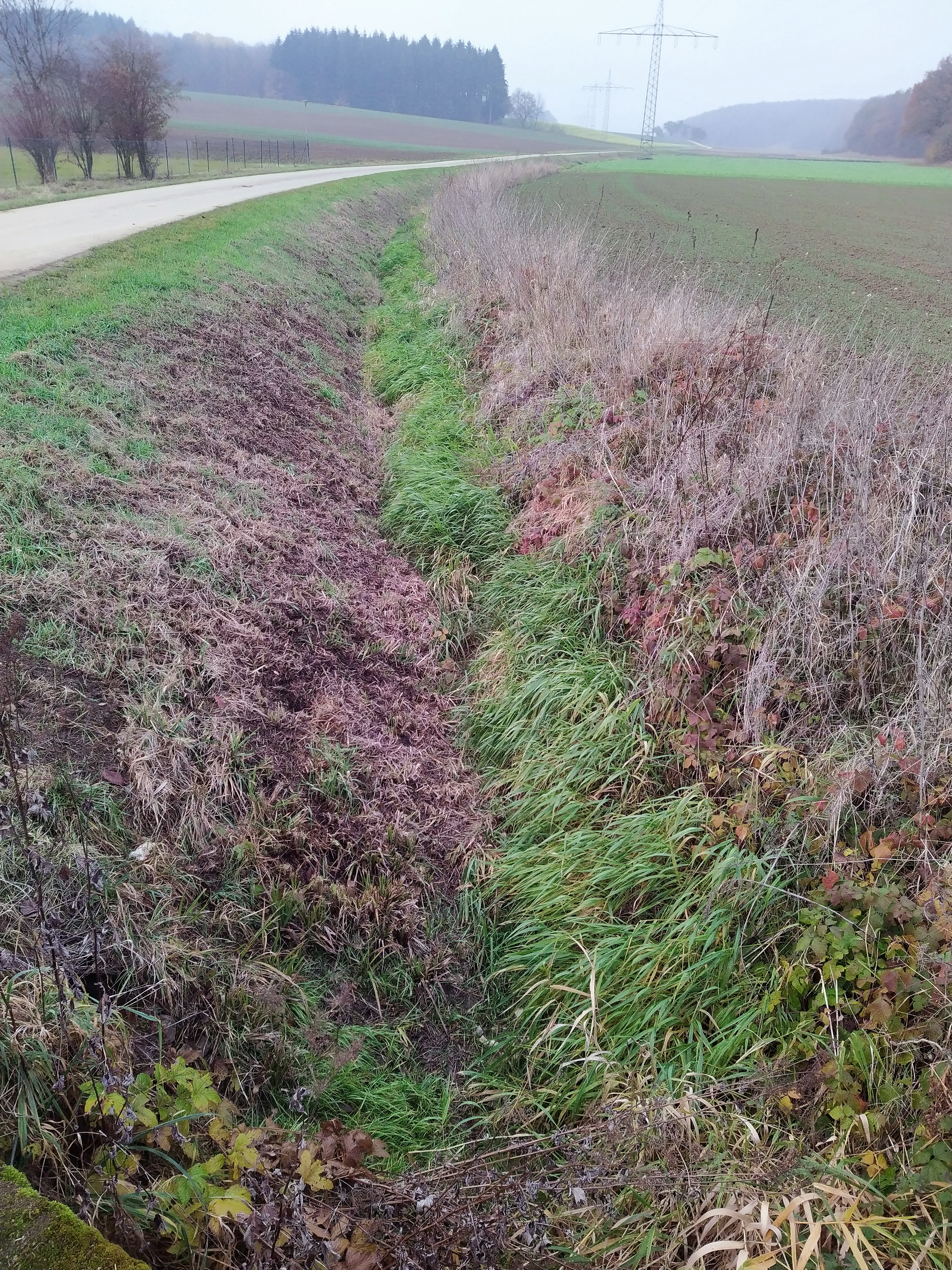
Leuselbach

  - Bodenäckergraben (rechts), 2,2 km
  - Grundgraben (links), 0,6 km
- Ebersbach (links), 1,7 km
- Gänsbrunngraben[1] (links), 0,7 km
- Nußgraben (rechts), 1,2 km
- Röstgraben (links), 1,0 km
  - * Sterngraben  (links), 0,9 km
- Bartelsgraben (links), 3,5 km
  - Pfaffengraben (links)
  - Güßgraben (links)
- Unterer Sulzgraben (rechts), 1,8 km
- Biegenbach (rechts), (mit Euerbach) 10,4 km
  - Euerbach (linker Quellbach[2])
    - Obbacher Mühlbach (rechter Quellbach[3])
      - Heimbachgraben (rechts)

    - Kützberger Bach (linker Quellbach[4])
      - Güßgraben (rechts)
      - Pfutschgraben (links)
      - Obbacher Graben (rechts)

    - Weihergraben (rechts)
    - Bodengraben (rechts)

  - Asbach (rechter Quellbach[5])
    - Firstgraben (links)
    - Unterer Hermannsgraben (links)
    - Oberer Hermannsgraben (links)
    - Riederberggraben (links)
      - Sömmersdorfer Bach (linker Quellbach)
      - Klingengraben (rechter Quellbach)

- Stöckigbach (rechts), 4,6 km
  - Stöckichsbach (linker Quellbach[6])
    - Brübelsgraben (rechts)

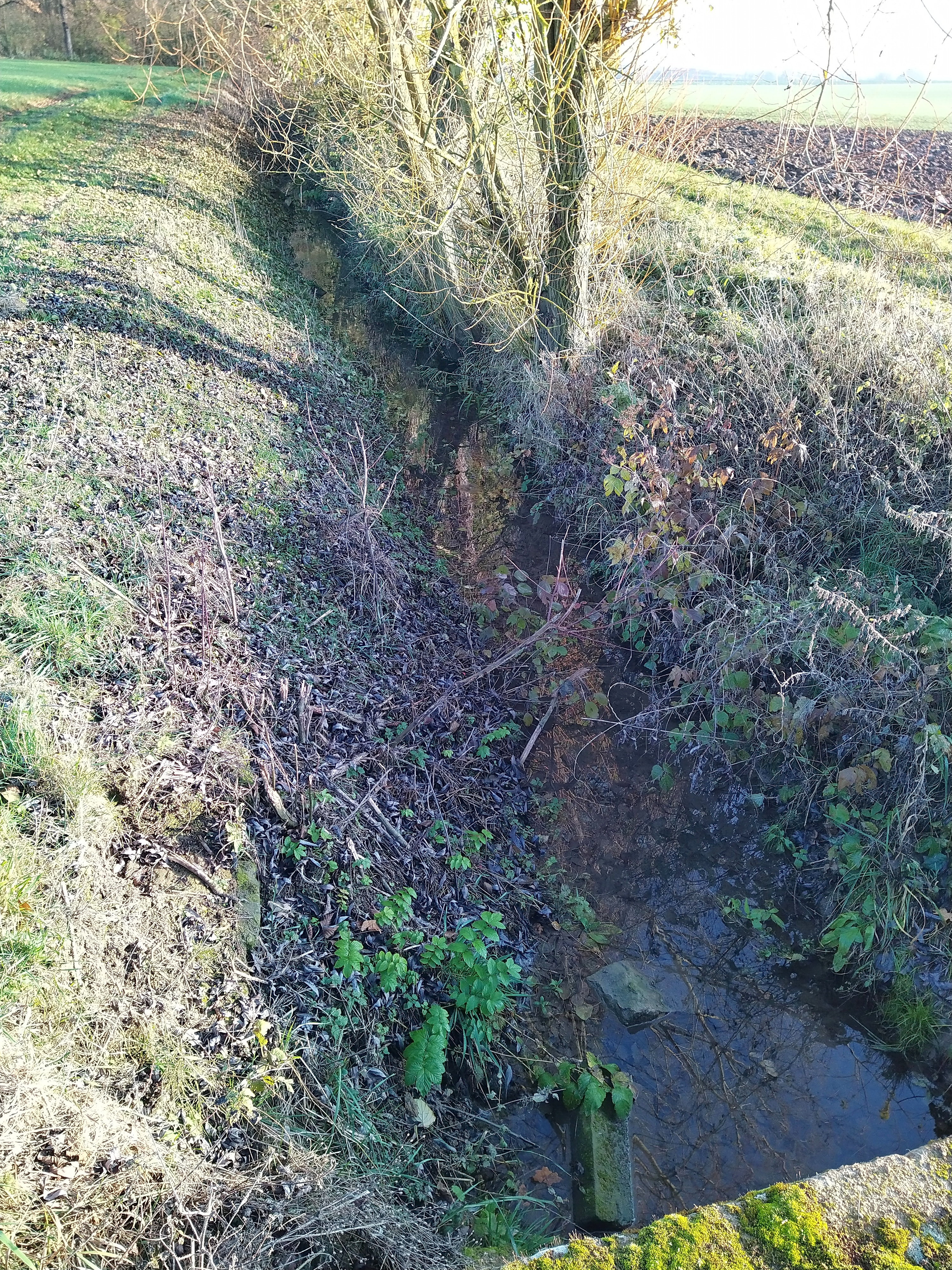
Stöckichsbach

  - Teufelsgraben (rechter Quellbach[7])
  - Schleeriether Bach (rechts)
- Güßgraben (rechts), 1,9 km
- Eschenbach (rechts) (Kieslochgraben[8]), 8,2 km
- Holzgraben (rechts), 1,5 km
- Lachbach (rechts) (mit Lachgraben), 8,6 km
  - Lachgraben (linker Quellbach)
    - Schäferwiesgraben (links)

  - Flößleingraben (rechter Quellbach)
- Gassigbach (links) (mit Langwiesengraben), 6,8 km
  - Langwiesengraben (rechter Quellbach[9])
  - Siebenbrunngraben (rechter Quellbach[10])
- Stängersgraben (rechts), 6,8 km
- Herrgottsbrunnengraben (links), 0,7 km
- Katzenbach (rechts), 2,0 km
- Weidleinsbach (links), 3,1 km
- Brummbach (Lachbach[8]) (links), 8,1 km
- Riedener Mühlbach (links), 8,9 km
  - Seebach (Riedener Bach[8]) (rechter Quellbach[11])
  - Katzenbach (linker Quellbach[12])
- Binsbach (links), 3,5 km
- Hörleinsgraben (Gainbach) (rechts), 5,5 km, ca. 10 km²
  - Kitzenlochgraben (rechts)
- Hinterer Lerchengraben (links), 1,4 km
- Schwabbach (rechts), 10,6 km
  - Greßgraben (rechts)
  - Teufelsgraben (links)
  - Mühlgraben (rechts)
  - Deibelsgraben (links)
  - Teuere (Teueregraben) (links), (mit Augraben) 9,6 km
    - Augraben (Reichelsgrund) (linker Quellbach[13])
      - Bach aus dem Dürrenfirsttal (rechts)
      - Ettersbachgraben (links)

    - Schwemmelsbach (rechter Quellbach[14])
    - Teufelsgraben (rechts)
- Augraben (Krebsbach[15], Bessinger Augraben[8]) 7,8 km
  - Tiefenbachgraben (links)
  - Schwarzgraben (links)
  - Krebsbach (rechts)
    - Afterbankgraben (rechts)
- Pfannengraben (rechts)
- Wertgraben (rechts)
- Etzwiesengraben (rechts)
- Seeliggraben (rechts), 3,6 km
- Kleine Wern (linker Teilungslauf) 5,0 km
- Heßlarergraben (rechts)
- Neubergsgraben (Heßlarergraben[16]) (rechts), 4,7 km

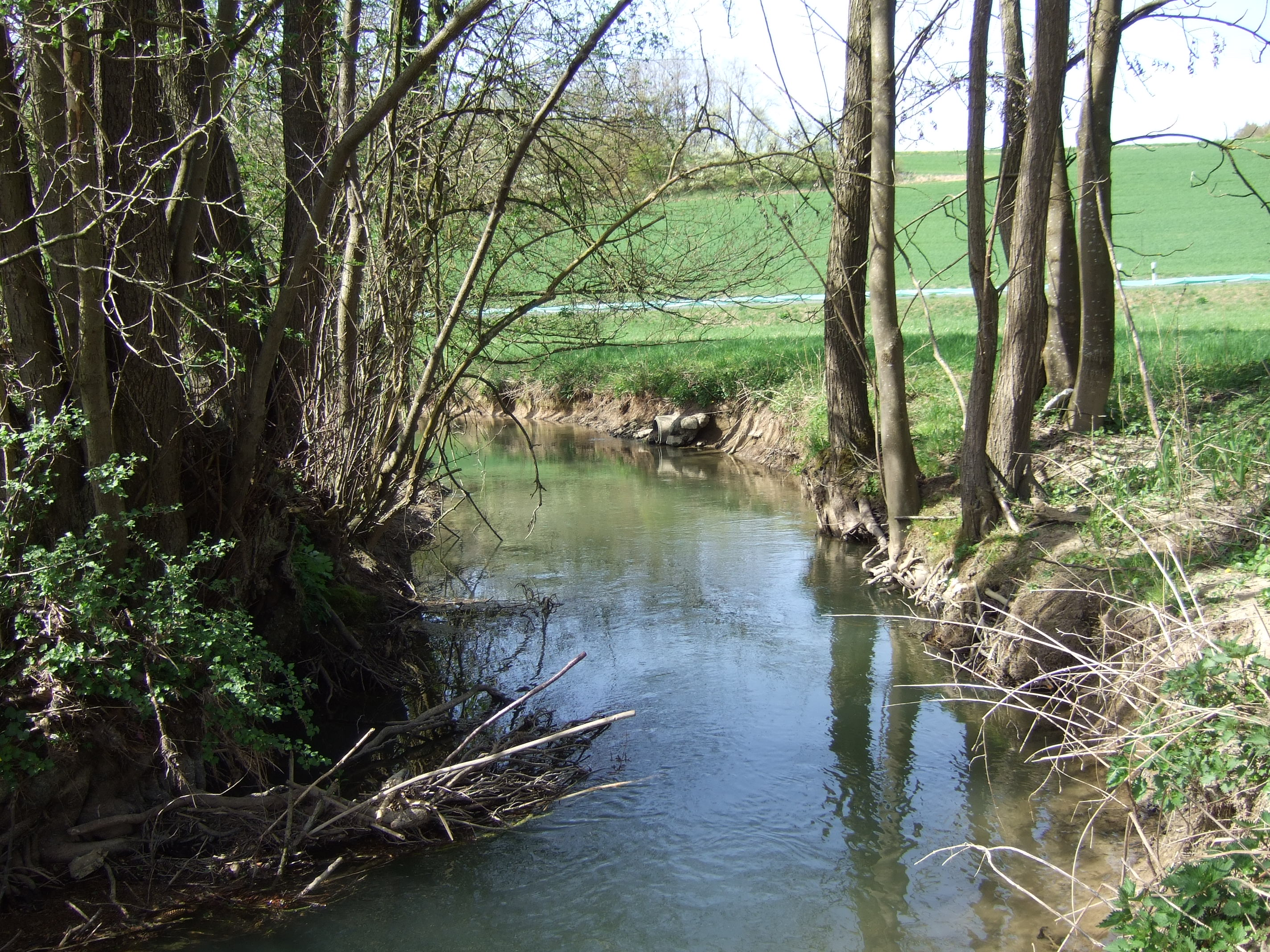
Der Aschbach

- Aschbach (rechts), 16,5 km, 69,59 km²
  - Hundsbach (rechts), 5,2 km
    - Kessetgraben (rechts)

  - Bachertsgraben (links)
  - Wolfsgraben (links)
  - Rennergraben (links)
  - Heßlarergraben (links)
- Kubach (rechts), (Mühlbach[8]) 9,9 km
  - Triebgraben (rechts)
    - Handgraben (rechts)

  - Steingraben (rechts)
  - Scheppachgraben (rechts)
- Ringelbach (rechts), 2,3 km